# Meyer Schapiro
Meyer Schapiro (Šiauliai (Lituània), 23 de setembre de 1904 - 3 de març de 1996, Nova York) era un historiador d'art estatunidenc d'origen lituà conegut per forjar noves metodologies sobre la història de l'art que incorporaven una aproximació interdisciplinària a l'estudi de les obres d'art. Expert d'art cristià, medieval, i modern, Schapiro explorava períodes històrics i moviments artístics amb una entusiàstica observació dels aspectes socials, polítics i dels material artístics emprats. Va acreditar amb canvis fonamentals el curs de la disciplina d'història de l'art, l'aproximació erudita de Schapiro era dinàmica i contractava als seus equips a altres investigadores, filòsofs, i artistes. Va ser professor actiu, conferenciant, escriptor i humanista amb una llarga relació professional amb la Universitat de Colúmbia de Nova York. Va morir el 1996 a Nova York a l'edat de 91.

## Llibres publicats
- Vincent van Gogh. New York: Harry N. Abrams, 1950 i reimpressions.
- Paul Cézanne. New York: Harry N. Abrams, 1952 i reimpressions.
- The Parma Ildefonsus: A Romanesque Illuminated Manuscript from Cluny, and Related Works. New York: College Art Association of America, 1964.
- Words and Pictures. On the Literal and the Symbolic in the Illustration of a Text. Approaches to Semiotics series 11, ed. Thomas A Sebeok. The Hague and Paris: Mouton, 1973.
- Selected Papers I: Romanesque Art. New York: George Braziller, 1977.
- Selected Papers II: Modern Art: 19th and 20th Centuries. New York: George Braziller, 1978, 1982.
- Selected Papers III: Late Antique, Early Christian, and Medieval Art. New York: George Braziller, 1979.
- Style, Artiste et Societe, trans. Blaise Allan et. a. Paris: Editions Gallimard, 1982.
- The Romanesque Sculpture of Moissac. New York: George Braziller, 1985.(Reprint of Schapiro’s dissertation originally published in Art Bulletin. Includes photographs by David Finn)
- Selected Papers IV: Theory and Philosophy of Art: Style, Artist, and Society. George Brailler, 1994.
- Mondrian: On the Humanity of Abstract Painting. New York; George Braziller, 1995.
- Meyer Schapiro : the bibliography / compiled by Lillian Milgram Schapiro. New York : G. Braziller, 1995.